# KH-13
KH-13은 미국 국방부 산하 국가정찰국의 정찰위성이다. 1999년에 마지막으로 발사된 KH-12 위성의 후속 버전이다.현재는 KH-14 비밀 군사 위성을 운용중이다.KH-14는 스텔스 기술이 적용되었고 1cm~4cm 정도의 공간해상도를 가진 것으로 추측되고 있다.기밀이라 정확히 밝혀진 바는 없다.

## 역사
1995년, 로스 엔젤레스 타임즈는 8X 프로그램에 대해 보도하였다. 이 프로그램은 "KH-12의 대규모 업그레이드"를 의미했다. 그러나 8X는 무게가 20 t가량이나 되어서, KH-12 와는 다소 다른 프로젝트라고 알려졌다.

## 같이 보기
- KH-11
- KH-12